# Trianthema corymbosa
Trianthema corymbosa är en isörtsväxtart som först beskrevs av Ernst Meyer och Otto Wilhelm Sonder, och fick sitt nu gällande namn av H.E.K.Hartmann och Liede. Trianthema corymbosa ingår i släktet Trianthema och familjen isörtsväxter. Inga underarter finns listade i Catalogue of Life.